# Basiliano
Basiliano – miejscowość i gmina we Włoszech, w regionie Friuli-Wenecja Julijska, w prowincji Udine.
Według danych na rok 2004 gminę zamieszkiwało 4925 osób, 117,3 os./km².

## Współpraca
Miejscowość partnerska:
- Flémalle, Belgia